# Sclerophrys buchneri
Sclerophrys buchneri és una espècie de gripau de la família Bufonidae. Va ser descrit el 1882 com Bufo buchneri pel zoòleg alemany Wilhelm Peters.
Habita a la provincia de Cabinda a Angola, a la República del Congo i possiblement a l'Oest de la República Democràtica del Congo. Fins 2016 era classificat en el gènere dels Amietophrynus.
Les temptatives per establir-ne la distribució son especulatives i depenen de la precisió en el seu estatus taxonòmic i de conservació. Pot ser un sinònim de Sclerophrys funereus (Sclerophrys funerea).
Va rebre l'epítet en reconeixement del metge i explorador alemany Max Buchner (1846–1921).